# Rzecznik konsumentów
Rzecznik konsumentów – stanowisko stworzone do wykonywania zadań powiatów (miast na prawach powiatu) w zakresie ochrony konsumentów.
Podstawowym aktem prawnym dotyczącym działalności powiatowego (miejskiego) rzecznika konsumentów (dalej: rzecznika) jest ustawa z dnia 16 lutego 2007 r. o ochronie konkurencji i konsumentów. Nadto powiaty mogą, w drodze porozumienia, utworzyć jedno wspólne stanowisko rzecznika konsumentów.
Rzecznika wyodrębnia się organizacyjnie w strukturze starostwa powiatowego (urzędu miasta na prawach powiatu), a w powiatach powyżej 100 tys. mieszkańców i w miastach na prawach powiatu rzecznik może wykonywać swoje zadania przy pomocy wyodrębnionego biura. Z rzecznikiem stosunek pracy nawiązuje starosta lub w miastach na prawach powiatu prezydent miasta, któremu rzecznik jest bezpośrednio podporządkowany. W zakresie nieuregulowanym ww. ustawą, do statusu prawnego rzecznika stosuje się przepisy ustawy z dnia 21 listopada 2008 r. o pracownikach samorządowych.
Prowadząc analizę uprawnień i obowiązków należnych rzecznikowi, dochodzi się do wniosku, że kompetencje rzecznika są przede wszystkim kompetencjami o charakterze doradczym i procesowym. I tak do zadań rzecznika należą, w szczególności:
- prowadzenie edukacji konsumenckiej, w szczególności poprzez wprowadzenie elementów wiedzy konsumenckiej do programów nauczania w szkołach publicznych,
- zapewnienie bezpłatnego poradnictwa konsumenckiego i informacji prawnej w zakresie ochrony interesów konsumentów,
- składanie wniosków w sprawie stanowienia i zmiany przepisów prawa miejscowego w zakresie ochrony interesów konsumentów,
- występowanie do przedsiębiorców w sprawach ochrony praw i interesów konsumentów,
- współdziałanie z właściwymi miejscowo delegaturami Urzędu Ochrony Konkurencji i Konsumentów, organami Inspekcji Handlowej oraz organizacjami konsumenckimi[3],
- ewentualne wytaczanie powództw na rzecz konsumentów oraz wstępowanie, za ich zgodą, do toczącego się postępowania w sprawach o ochronę interesów konsumentów,
- sprawy o wykroczenia na szkodę konsumentów, gdzie rzecznik jest oskarżycielem publicznym w rozumieniu przepisów Kodeksu postępowania w sprawach o wykroczenia,
- przekazywanie na bieżąco delegaturom Urzędu Ochrony Konkurencji i Konsumentów wniosków i sygnalizowanie problemów dotyczących ochrony konsumentów, które wymagają podjęcia działań na szczeblach administracji rządowej,
- wytaczanie powództw w sprawie uznania wzorców umów za niedozwolone,
- występowanie z zawiadomieniem do Prezesa UOKiK w sprawie podejrzenia stosowania praktyk ograniczających konkurencję,
- występowanie z zawiadomieniem do Prezesa UOKiK w sprawie podejrzenia stosowania praktyk naruszających zbiorowe interesy konsumentów.
- udzielanie innych form pomocy prawnej w zakresie ochrony praw konsumentów,
- prowadzi kontrolę używania języka polskiego w zakresie obrotu z udziałem konsumentów oraz prawa pracy,
- wykonywanie innych zadań określonych w ustawie lub w przepisach odrębnych[4].

Zgodnie z art. 40 ust. 2 ustawy z dnia 16 lutego 2007 r. o ochronie konkurencji i konsumentów (Dz.U. z 2024 r. poz. 1616) rzecznikiem konsumentów może być osoba posiadająca wyższe wykształcenie, w szczególności prawnicze lub ekonomiczne i co najmniej pięcioletnią praktykę zawodową. Zwrot „w szczególności” wcale nie oznacza, że rzecznik musi być prawnikiem lub ekonomistą. Biorąc pod rozwagę bardzo szerokie kompetencje i zakres zadań, postawione przez ustawodawcę wymagania co do osoby rzecznika wydają się być niewygórowane. Ważne jest, aby na stanowiskach rzeczników konsumentów były osoby o odpowiedniej wiedzy i doświadczeniu prawniczym, ponieważ w innym przypadku ucierpią najsłabsi uczestnicy rynku - konsumenci.
Należy także zaznaczyć, że do rzecznika konsumentów stosuje się odpowiednio przepis art. 63 ustawy z dnia 17 listopada 1964 r. Kodeks postępowania cywilnego.
W obecnym stanie prawnym, który uległ zmianie z dniem 1 stycznia 2009 roku, z rzecznikiem konsumentów stosunek pracy nawiązuje starosta lub w miastach na prawach powiatu prezydent miasta, któremu rzecznik jest bezpośrednio podporządkowany. Wcześniej rzecznika konsumentów wybierała rada powiatu lub rada miasta na prawach powiatu. W pozostałym zakresie, nieuregulowanym art. 40 ustawy z dnia 16 lutego 2007 r. o ochronie konkurencji i konsumentów (Dz.U. z 2024 r. poz. 1616), a dotyczącym statusu prawnego rzecznika konsumentów, stosuje się przepisy ustawy z dnia 21 listopada 2008 r. o pracownikach samorządowych (Dz.U. z 2024 r. poz. 1135). Rzecznikiem konsumentów może być osoba posiadająca wyższe wykształcenie, w szczególności prawnicze lub ekonomiczne, i co najmniej pięcioletnią praktykę zawodową.
Przy Prezesie UOKiK działa Krajowa Rada Rzeczników Konsumentów.
Na terenie Polski działa około 370 powiatowych (miejskich) rzeczników konsumentów. Od 2008 r. działa Stowarzyszenie Rzeczników Konsumentów.